# لیماک هلدینگ
لیماک هلدینگ (انگلیسی: Limak Holding) شرکت خوشه‌ای ترک است، که در سال ۱۹۷۶ تأسیس شد.